# Three Little Pigs (Antarktika)
Die Three Little Pigs (englisch für Drei kleine Schweinchen, spanisch Islas Tres Chanchitos ‚Drei-Ferkel-Inseln‘) sind drei kleine Inseln westlich des Grahamlands auf der Antarktischen Halbinsel. Im Wilhelm-Archipel liegen 500 m nordwestlich von Winter Island in der Gruppe der Argentinischen Inseln.
Teilnehmer der British Graham Land Expedition (1934–1937) unter der Leitung des australischen Polarforschers John Rymill kartierten und benannten sie im Jahr 1935.